# 平倉章二
平倉 章二（ひらくら しょうじ、1943年-　）日本の建築家で平倉建築研究所／HAL代表。社団法人日本建築家協会、社団法人日本建築学会の他、日本コンストラクション・マネージメント協会にも所属。日本建築家協会と日本建築学会では理事も務め、学会では委員会委員もいくつか歴任した。

## 経歴
1968年、早稲田大学理工学部建築学科卒業。同年、株式会社黒川紀章建築都市設計事務所勤務。1972年にG.O.A建築企画室設立。1975年に株式会社久米建築事務所（現：久米設計）入社。2003年から株式会社久米設計取締役副社長。2009年に久米設計を退社し、同年平倉建築研究所／HAL 設立。2004年より、早稲田大学理工学部建築学科非常勤講師。

### 受賞歴

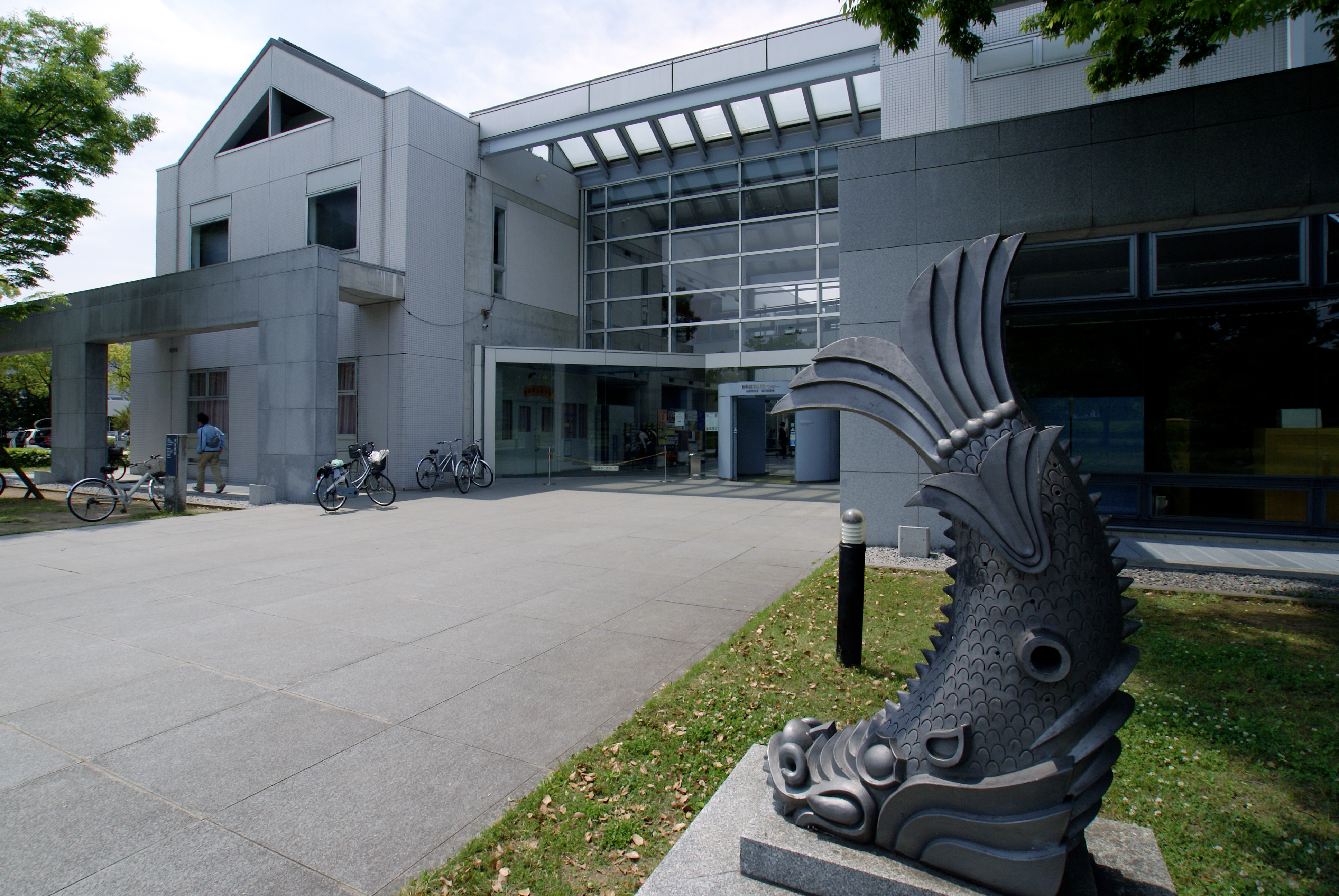
日本城郭研究センター（1990年）

- 1991年「日本城郭研究センター」で第32回BCS賞。
- 1992年「教科書研究センター」で東京建築賞。
- 1998年「国分シビックセンター」で第39回BCS賞。
- 1998年「文京グリーンコート」で都市景観賞。
- 2008年「ROKIグローバル本社ビル」でBCS賞と日本建築学会作品選奨。
- 2007年「Honda倭寇ビル」でBCS賞。
- 2000年「税務大学校」で第41回建築業協会賞、日本建築学会作品選奨。

その他作品に早稲田大学学生会館Wプロジェクトなどがある。

### 執筆
- 建築資料研究社／建築設計資料「オフィスビル」編集と執筆
- 建築文化1990年6月号：近代日本建築家の足跡「久米権九郎」
- 新建築1998年2月-12月号：月評担当
- 日本建築学会「建築設計資料集成<集会・市民サービス>」丸善株式会社 共著